# Найдёныш (новелла)
«Найдёныш» (нем. Der Findling) — новелла немецкого писателя Генриха фон Клейста, впервые опубликованная в 1811 году. По разным гипотезам, была написана незадолго до этого или относится к раннему этапу творчества Клейста. Томас Манн охарактеризовал «Найдёныша» как «жутковато-занимательную историю», которую отличают «нравственная глубина и тонкость».